# Trigonostemon villosus
Trigonostemon villosus är en törelväxtart som beskrevs av Joseph Dalton Hooker. Trigonostemon villosus ingår i släktet Trigonostemon och familjen törelväxter.

## Underarter
Arten delas in i följande underarter:
- T. v. caesius
- T. v. villosus
- T. v. nicobaricus